# Eutetranychus nomurai
Eutetranychus nomurai är en spindeldjursart som beskrevs av Flechtmann 1997. Eutetranychus nomurai ingår i släktet Eutetranychus och familjen Tetranychidae. Inga underarter finns listade i Catalogue of Life.